# イェンス・トールンストラ
イェンス・トールンストラ（Jens Toornstra，1989年4月4日 - ）は、オランダ・南ホラント州ライデルドルプ出身のサッカー選手。フェイエノールト所属。ポジションは、ミッドフィールダー。
2013年にオランダ代表にデビューしている。国内シニアレベルの選手としてはアマチュア時代が長く、プロ・キャリアを始めるのが比較的遅かったため、オランダのアマチュア・フットボールからのステップアップの成功例の一つに挙げられる選手である。アマチュアからの段階を踏んでのステップアップ・ケースとして、ディルク・カイトとも比較されている。

## クラブ

### ユース, TAVV, Alphense Boys
1989年にライデルドルプの病院で産まれたトールンストラは、育ったテル・アールのアマチュア・クラブTAVVでプレー。その後アルフェンセ・ボーイズにスカウトされ、2009年までを過ごした。ピッチ外ではアムステルダム大学で会計学を学んでいる。最終的にケース・ヤンスマの助言を受けたADOデン・ハーグによりスカウトされ、5年間のアマチュア時代を終えた。

### ADOデン・ハーグ
トールンストラは20歳の2009年夏にADOデン・ハーグへ移り、同年12月に2年半の期間で初のプロ契約を結んだ。セレクションで最重要選手の一人にまで成長し、2010年5月に2013年半ばまで契約を更新した。リーグ戦全試合に出場するまでになった。2010年5月13日、アンダー世代のオランダ代表のポルトガル代表との練習試合に招集され、オランダA代表入りも話題にされるようになった。

### FCユトレヒト
2013年1月31日、FCユトレヒトに移籍し、2017年までの契約を結んだ。2月3日、FCトゥウェンテ戦でデビューすると、1ゴール2アシストを記録し2-4勝利に貢献した。

### フェイエノールト
2014年8月25日に移籍金350万ユーロでフェイエノールトに移籍、4年契約を結んだ。8月31日、ハーフタイムにレックス・イメルスとの交代でFCトゥウェンテ戦に途中出場しフェイエノールトデビューをした。ゴー・アヘッド・イーグルス戦でリーグ戦初得点を決めた。フェイエノールトでは監督のフレット・ルッテンによって本来の攻撃的MFではなく、右サイドから自由に動くFWとして起用され、ライン間でボールを受ける役割でチームのフットボール面の向上に貢献。ジョヴァンニ・ファン・ブロンクホルストが監督に就任した2015-2016シーズンはディルク・カイトやシモン・グスタフソンとのポジション争いによりシーズンを通して不動のスタメンでは無く、補強の成功例としては見なされていなかった。2016年1月の移籍市場ではTSG 1899ホッフェンハイムからの関心が届き、移籍の可能性もあったが、同じくMFのレックス・イメルスがカーディフ・シティFCに移籍したことでフェイエノールトがトールンストラを放出しなかった。
しかし続く2016-17シーズン、ステフェン・ベルハイスの加入によりやはりポジション争いが激しくなる中でチームのフットボールを楽にする選手として次第に存在感を増し、特に10番のポジションでプレーしていたカイトのパフォーマンスが落ちたことで攻撃的MFのポジションでのチャンスを掴むと、高いパフォーマンスを見せて再び価値を証明した。このシーズン12月4日のスパルタ・ロッテルダムとのホームゲーム(6-1)、2月26日のPSVとのホームゲーム(2-1)でフットボール・インターナショナルの週間最優秀選手に選ばれている。このシーズンのトールンストラの得点力はフェイエノールトの大きな武器であり、最終的に14得点を記録した。全てホームのデ・カイプでのゴールであり、リーグ戦のアウェイでは無得点に終わったが、安定したプレーでDe TelegraafとVVCV主催のフットボーラー・ファン・ヘット・ヤールで採点合計195,5の評価を受けてブロンゼン・スヒューンを受賞した。また、ヘット・レヒューンの投票によるシーズン最優秀選手にも選ばれている。
フェイエノールトでエールディヴィジを制し、国外へのステップアップを選ぶこともできたが、「キャリア最高のシーズンを過ごせたことが良いフィーリングを与えてくれた」と残留を選択。2017年7月10日に2021年までの新契約を結んだ。
2018年冬にロビン・ファン・ペルシがフェイエノールトに帰還したことで、トールンストラはまたしてもスタメンのポジションを失う窮地に。2018-19シーズンはニコライ・ヨルゲンセンが怪我がちだったことでそれなりに出場機会を得ていたが、不動のスタメンではなかった。しかしトールンストラ抜きのチームが不安定で機能しなかったことで必要性が叫ばれ、2019年1月17日のエールディヴィジのアヤックス戦で再びスタメン起用されると1ゴール3アシストを記録。6-2という歴史的勝利に大きく貢献し、アルへメーン・ダッハブラッドでこの週最高の採点9を付けられるなど高い評価を受けた。

## プレースタイル・評価
- 走力に優れ、攻撃的MFのポジションからゴール前のスペースへの走り込むアクションを得意としている。キックテクニックにも定評があり、ミドルシュートが得意。ハードワーカーであり、フレット・ルッテンは2017年4月に「トールンストラはカイトと共にこのフェイエノールトを擬人化したような存在。彼はチームメイトに対し相手チームの選手よりももう一歩踏み出す意思を与えている」[14]と賞賛。さらに「この2年間でもの凄く成長した。ずっと成熟した選手になり、タイミングを選ぶようになった。いつすべきか、いつすべきでないかを分かっている」と分析。アルノルド・ブルヒンクも同様に2017年4月に「トールンストラが抜きん出ているのはある一点。それはプレーを読むインテリジェンスだ。どの状況でもどの解決策を選ぶべきかが分かっている。だからこそ今シーズン14得点9アシストできたんだ」[15]と 彼の知性的面を讃えている。

- フェイエノールトでのトールンストラは新しい名のある選手が来る度にポジションを失い、その度に競争に勝ってポジションを取り戻すことを繰り返していた。マリオ・ベーンは2019年1月27日の歴史的なデ・クラシケル(リーグ戦ホームで6-2)の後に「愚痴を言わない理想的プロだから、彼を外すのはとても簡単。しかし彼はフェイエノールトで常にプレーすべき選手だと思う」[16]と語った。

## タイトル
フェイエノールト
- エールディヴィジ : 2016-17
- KNVBベーカー : 2015-16, 2017-18
- ヨハン・クライフ・スハール : 2017, 2018